# Free (Train)
Free è il singolo di debutto della rock band californiana Train. Il singolo è stato tratto dall'album di debutto della band, Train.

## Tracce
Singolo del 1998:
1. "Free" (remix esclusivo per la radio) - 3:48
2. "Free" (versione album) - 3:58

## Classifiche
| Classifica (1998)                                  | Posizione più alta |
| -------------------------------------------------- | ------------------ |
| Stati Uniti (Billboard Hot Mainstream Rock Tracks) | 12                 |